# Elymnias leucocyma
Elymnias leucocyma är en fjärilsart som beskrevs av Martin 1929. Elymnias leucocyma ingår i släktet Elymnias och familjen praktfjärilar. Inga underarter finns listade i Catalogue of Life.